# Inwood (Florida)
Inwood es un lugar designado por el censo ubicado en el condado de Polk en el estado estadounidense de Florida. En el Censo de 2010 tenía una población de 6.403 habitantes y una densidad poblacional de 1.241,07 personas por km².

## Geografía
Inwood se encuentra ubicado en las coordenadas 28°2′19″N 81°46′3″O / 28.03861, -81.76750. Según la Oficina del Censo de los Estados Unidos, Inwood tiene una superficie total de 5.16 km², de la cual 4.94 km² corresponden a tierra firme y (4.27%) 0.22 km² es agua.

## Demografía
Según el censo de 2010, había 6.403 personas residiendo en Inwood. La densidad de población era de 1.241,07 hab./km². De los 6.403 habitantes, Inwood estaba compuesto por el 59.91% blancos, el 29.31% eran afroamericanos, el 0.7% eran amerindios, el 0.64% eran asiáticos, el 0.06% eran isleños del Pacífico, el 6.06% eran de otras razas y el 3.31% pertenecían a dos o más razas. Del total de la población el 15.21% eran hispanos o latinos de cualquier raza.